# Kopytko
Kopytko (deutsch Kopitko, 1938 bis 1945 Langerdamm) ist ein kleiner Ort in der polnischen Woiwodschaft Ermland-Masuren und gehört zur Gmina Rozogi (Landgemeinde Friedrichshof) im Powiat Szczycieński (Kreis Ortelsburg).

## Geographische Lage
Kopytko liegt in der südlichen Mitte der Woiwodschaft Ermland-Masuren, 20 Kilometer südöstlich der Kreisstadt Szczytno (deutsch Ortelsburg).

## Geschichte
Der nach 1802 Skopitko genannte kleine Ort war Sitz einer dem Staatsforst Friedrichsfelde (polnisch Chochół) zugehörigen Försterei. Bis 1945 war er ein Wohnplatz innerhalb der Gemeinde Wystemp (1934 bis 1945 Höhenwerder, polnisch Występ).
Am 3. Juni – amtlich bestätigt am 16. Juli – 1938 wurde Kopitko in „Langerdamm“ umbenannt.
In Kriegsfolge kam der Ort 1945 mit dem gesamten südlichen Ostpreußen an Polen und erhielt die polnische Namensform „Kopytko“. Als Waldsiedlung (polnisch Osada leśna) ist er in die Landgemeinde Rozogi (Friedrichshof) im Powiat Szczycieński (Kreis Ortelsburg) integriert, bis 1998 der Woiwodschaft Ostrołęka, seither der Woiwodschaft Ermland-Masuren zugehörig.

## Kirche
Vor 1945 war Kopitko resp. Langerdamm in die evangelische Kirche Friedrichshof in der Kirchenprovinz Ostpreußen der Kirche der Altpreußischen Union sowie in die römisch-katholische Kirche Liebenberg (polnisch Klon) im Bistum Ermland eingepfarrt.
Katholischerseits besteht der Bezug nach Klon auch heute, wobei die Pfarrei jetzt zum Erzbistum Ermland gehört. Die evangelischen Einwohner orientieren sich jetzt zur Kirche in Szczytno in der Diözese Masuren der Evangelisch-Augsburgischen Kirche in Polen.

## Verkehr
Kopytko ist von der polnischen Landesstraße 53 (einstige deutsche Reichsstraße 134) über eine Nebenstraße, die nach Kilimany (Lipniak bei Liebenberg, 1938 bis 1945 Friedrichshagen) führt, erreichbar. Eine Anbindung an den Bahnverkehr besteht nicht.